# Un grand-père pour Noël
Un grand-père pour Noël (A Grandpa for Christmas) est un téléfilm de Noël américain réalisé par Harvey Frost et diffusé le 24 novembre 2007 sur Hallmark Channel.

## Synopsis
Un grand-père (Bert O'Riley) va rencontrer pour la première fois sa nouvelle petite-fille de 10 ans (Rébecca O'Riley) pour Noël.

## Fiche technique
- Titre original : A Grandpa for Christmas
- Réalisation : Harvey Frost
- Scénario : David Alexander
- Photographie : Brian Shanley
- Drée : 81 minutes
- Pays : États-Unis

## Distribution
- Ernest Borgnine (VF : Richard Leblond) : Bert O'Riley
- Katherine Helmond (VF : Nicole Favart) : Roxie Famosa
- Juliette Goglia (VF : Adeline Chetail) : Rebecca 'Becca' O'Riley
- Richard Libertini : Karl Sugerman
- Tracy Nelson (VF : Annie Le Youdec) : Marie O'Riley
- Jamie Farr : Adam Johnson
- Quinn K. Redeker : Jack Fast
- Timilee Romolini : Christine
- Justine Dorsey : Ashley Gee
- Tom Virtue : George
- Gwen McGee : Kathryn Waters
- Kelsey Lewis (VF : Sophie Froissard) : Eve